# Gaston Glock
Gaston Glock, född 19 juli 1929 i Wien, död 27 december 2023 i Klagenfurt, Kärnten, var en österrikisk ingenjör känd som  grundare till det vapentillverkande företaget Glock.

## Biografi
Glock är son till en järnvägsarbetare och utexaminerades 1947 från Bundesgewerbeschule, Abteilung Maschinenbau i Wien och arbetade därefter som plasttekniker.
Han började som tillverkare av gardinstänger på 1960-talet och 1963 grundade han företaget Glock KG för tillverkning av plast- och metalldelar till fönster och dörrar. Senare började han tillverka knivar till den österrikiska militären på 1970-talet. År 1980 köpte han, som expert på polymerer, en formsprutningsmaskin för att tillverka handtag och mantlar för fältknivar som han framställde för den österrikiska armén i sin garageverkstad. Hans tidigaste anställda kom från kamerabranschen och var experter på att producera polymerkomponenter.
När den österrikiska armén 1980 sökte en ny pistol, som skulle vara lätt hanterbar, med stor eldkapacitet och kostnadseffektiv att köpa, erbjöd sig Glock att utveckla ett nytt vapen. I nära samarbete med arméns vapenexperter, utformade han prototypen till en pistol med ett plasthandtag och en avfyrning med ett förspänt slagstift. Hans första pistol tog ett år att producera från design- och konceptstadiet till produktion och han sökte ett österrikiskt patent i april 1981 för pistolen känd som Glock 17.
Som vapentillverkare var Glock sedan särskilt framgångsrik på den amerikanska marknaden. Många polismyndigheter och FBI (från 2016) är utrustade med Glockvapen. I sin informella bok om Glock kallade den amerikanske journalisten Paul Barrett honom för "1900-talets Sam Colt" för att ha förnyat handeldvapnen i USA. Glockimperiet betraktas som en mycket framgångsrik grupp av företag med en förmögenhet på 1,65 miljarder euro (år 2016).
I juli 1999 anlitade Glocks skatterådgivare Charles Ewert en fransk legosoldat för att mörda Glock med en hammare på en parkeringsplats i ett uppenbart försök att dölja miljonbedrägerier vid företaget Glock. Trots att Glocks skador omfattade sju huvudsår och förlust av omkring en liter blod, kunde han avvärja attacken genom att slå angriparen två gånger. Den inhyrda mördaren, 67-årige Jacques Pêcheur, dömdes till 17 års fängelse för attacken. Charles Ewert dömdes till 20 år till följd av Pêcheurs vittnesmål.

## Privatliv
Glock gifte sig med Helga Glock 1958, och de grundade familjeföretaget 1963. De skilde sig 2011 och har legat i tvister sedan dess (2019). Glock stödde olika välgörenhetsorganisationer i Österrike, dit han donerat över en miljon euro. Han citerades också för att ge medel till Österrikes Frihetsparti.